# André da Silva
Pour les articles homonymes, voir André Silva (homonymie) et Silva.
Lourenco da Silva est un nom portugais ; le premier nom de famille (d'usage facultatif) est Lourenco et le second est da Silva.
Pas d'image ? Cliquez ici

a Compétitions nationales et continentales officielles uniquement.

b Matchs officiels uniquement.
Dernière mise à jour le 20 septembre 2022.
André da Silva, né le 9 février 1975 à Paris, est un joueur de rugby à XV évoluant au poste de pilier. Il compte plusieurs sélections avec l'équipe du Portugal.

## Biographie
Après plusieurs sélections sous le maillot national français, il évolue sous le maillot portugais en équipe première. Il totalise près de 60 matchs internationaux, dont une Coupe du monde.
Il est joueur du match de qualification pour la Coupe du monde 2007 face à l'Uruguay à Lisbonne. Il met un terme à sa carrière internationale après un match face aux All Blacks.

## Carrière

### En club
- 1992-1997 : Racing club de France (premier match à 17 ans) groupe A1
- 1997-1998 : USA Limoges
- 1998-1999 : US Oyonnax
- 1999-2000 : RC Orléans (Pro D2)
- 2000-2001 : CA Périgueux (Top 16)
- 2001-2002 : CS Bourgoin-Jallieu (Top 14)
- 2002-2005 : RC Toulon (Pro D2)
- 2005-2006 : ASVEL rugby (Fédérale 2)
- 2006-2007 : RC Nîmes (Fédérale 1)
- 2007-2008 : Stade montois (Pro D2)
- 2008-2010 : RC Carqueiranne Hyères (Fédérale 1)

## Palmarès

### En club
- Championnat de France de 2e division :
  - Champion : 2005 avec le RC Toulon
  - Finaliste : 2008 avec le Stade montois.
- Championnat de France nationale B :
  - Champion[Quand ?] avec Limoges.
- Championnat de France Crabos :
  - Champion[Quand ?] avec le Racing club de France.
- Championnat de France Cadet :
  - Champion[Quand ?] avec le Racing club de France.

## Statistiques en équipe nationale
Il compte une trentaine de sélections en France en catégories mineures, puis une trentaine en sélection portugaise.

### Avec le Portugal
- 30 sélections en équipe du Portugal.
- Participation à la Coupe du monde : 2007.

#### Avec la France
- 30 en France en catégories : UNSS, coupe du monde junior, centre élite -21, France militaire, France bâtiment, France classic.